# 7435 Sagamihara
7435 Sagamihara eller 1994 CZ1 är en asteroid i huvudbältet som upptäcktes den 8 februari 1994 av de båda japanska astronomerna Kazuro Watanabe och Kin Endate vid Kitami-observatoriet. Den är uppkallad efter den japanska staden Sagamihara.
Asteroiden har en diameter på ungefär 5 kilometer.